# Ramesh Chandra Sen

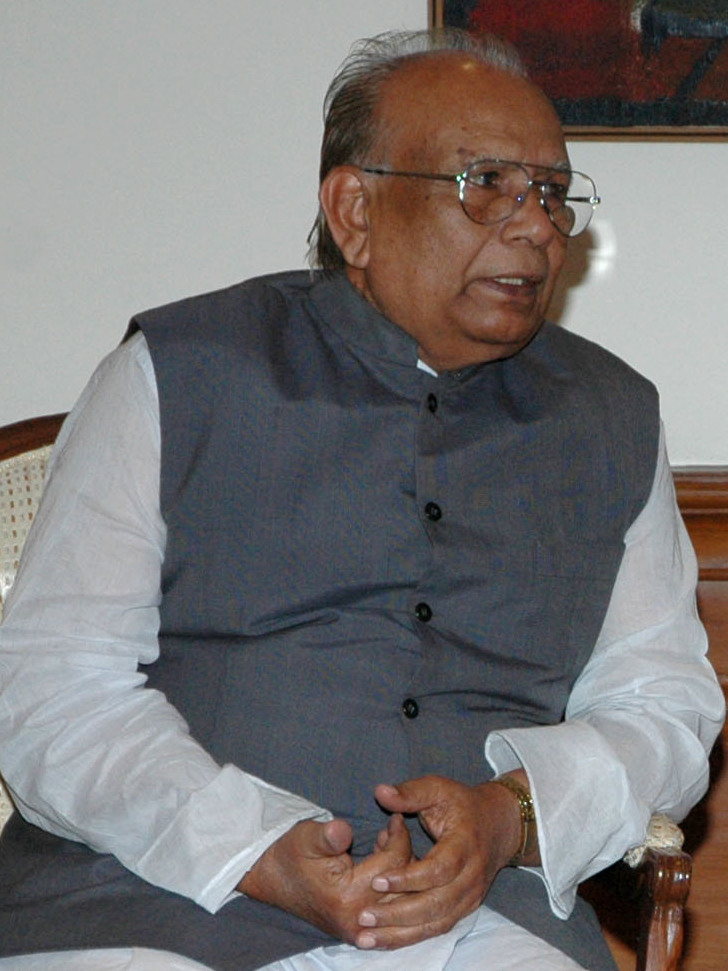
Ramesh Chandra Sen, 2010

Ramesh Chandra Sen (* 30. April 1940) ist ein bangladeschischer Politiker. Er ist Mitglied der Awami-Liga.

## Leben
Sen wurde im Dorf Mondaladum im Distrikt Thakurgaon geboren. Der Name seiner Mutter war Balashoree Sen und der Name seines Vaters war Khitindra Mohan Sen. Er absolvierte 1963 seinen B.com-Abschluss am Carmichael College in Rangpur. Nachdem er lange Zeit als Lehrer tätig war und sich gleichzeitig auch in der Politik engagierte, wurde er bei den nationalen Parlamentswahlen 1996, 2008, 2014 und 2018 zum Abgeordneten (Mitglied des Parlaments) des Wahlkreises Thakurgaon-1 gewählt: Von 2009 bis 2014 war er Vorsitzender des parlamentarischen ständigen Ausschusses für das Ministerium für Wasserressourcen.